# Braslovče

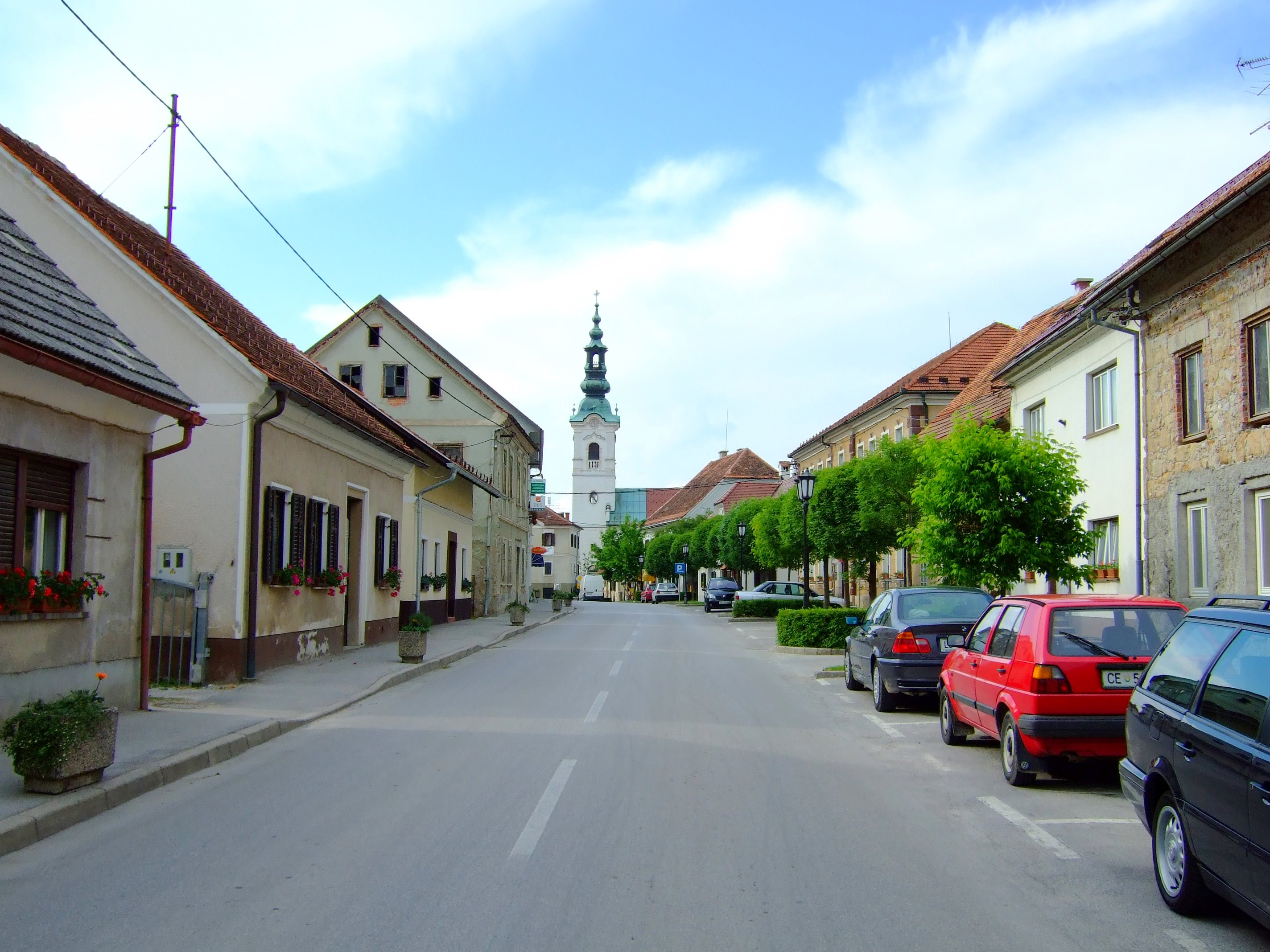
Braslovče

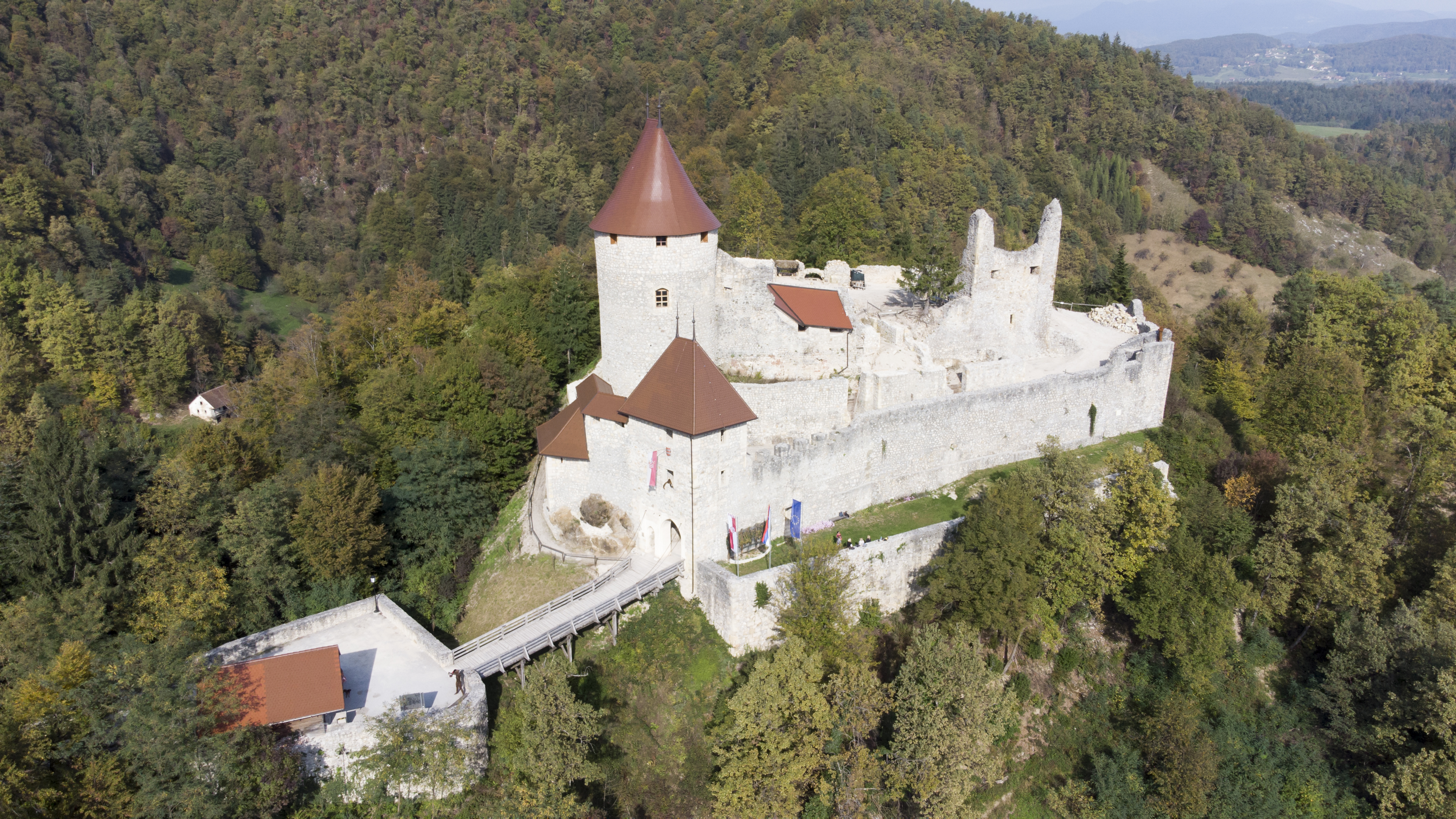
Ruine Zovnek bei Braslovče

Die Ortschaft Braslovče (deutsch (historisch) Fraßlau) liegt in Slowenien im historischen Bezirk Untersteiermark, Region Savinjska westlich von Celje. Sie ist Verwaltungssitz ist der Gemeinde Braslovče. 

## Persönlichkeiten
- Franz Voušek (1850–1923), Oberlandesgerichtsrat und Abgeordneter zum Österreichischen Abgeordnetenhaus